# 手势
手势是指人类用语言中枢建立起来的一套用手掌和手指位置、形状的特定语言系统。其中包括通用的，如聋哑人使用的手语。还有在特定情况下的该种系统，如海军陆战队。